# Cialux
Cialux är ett italienskt tyg lämpat för bokbinderi. Materialet är 100 % spunnet konstsilke med tjockleken 0,28 mm. Normal tygbredd är 135 cm, men kan specialbeställas med bredd 91 cm. Vid tygbredden 135 cm är vikten 190 g/m. På avigan är en pappersrygg limmad med arkiveringssäkert akryllim. Pappersryggen underlättar limning mot papp-pärmar i bokbinderiet. Kan tryckas med offset-teknik och med silkscreen-metoden. Cialux är slitstarkt och finns i många soläkta och vattenfasta färger. Starkt nog för att medge blindtryck. Tryck kan göras med många sorters vinyl- och acrylfärger, men inte med fluorescerande färger (folklig benämning neonfärger).